# Нескучный сад
Неску́чный сад — крупнейший пейзажный парк в историческом центре Москвы на правом берегу Москвы-реки, сохранившийся от дворянской усадьбы Нескучное. В первой трети XIX века парк был образован после покупки дворцовым ведомством Николая I имений князей Трубецких, Голицыных и Орловых. Сад площадью 59,3 га является частью Парка культуры и отдыха имени Горького, представляет собой памятник садово-паркового искусства, охраняется государством.

## История

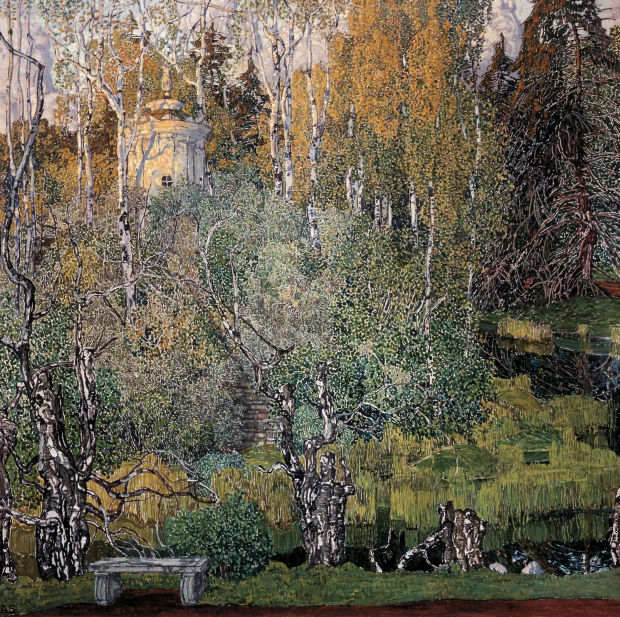
Нескучный сад в 1910-х годах. Картина Александра Головина

### Объединение территорий

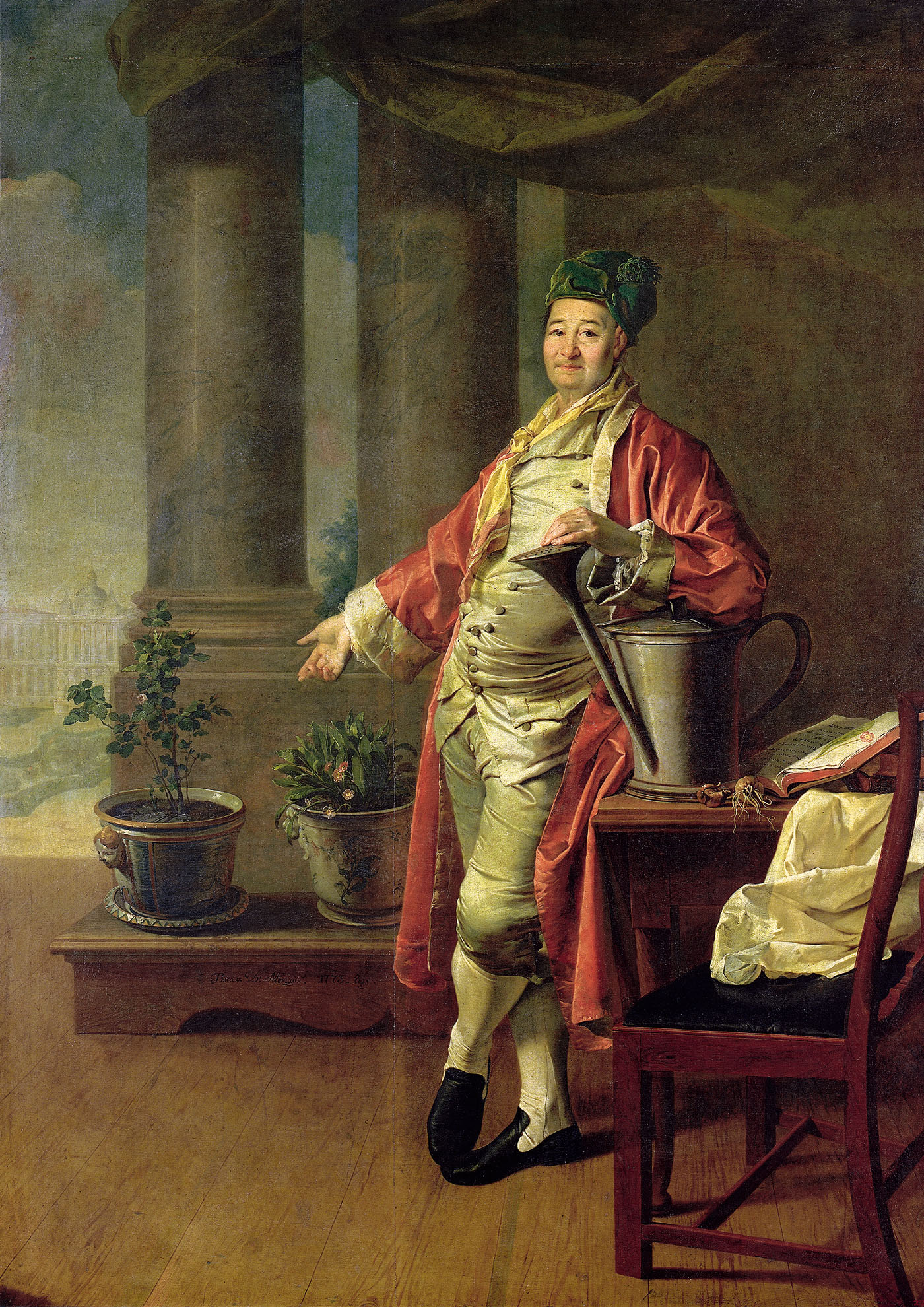
Портрет промышленника Прокофия Демидова кисти Дмитрия Левицкого, 1773 год

#### Имение Трубецких
Датой основания Нескучной усадьбы принято считать 1728 год — именно тогда князь Никита Трубецкой купил участок земли около Калужской заставы. По одной из версий, название «Нескучной» закрепилось за усадьбой при князе Трубецком и соответствовало характеру проводимых в ней увеселений. Хозяин устраивал пышные приёмы и балы, благодаря чему Нескучное стало известным местом среди дворян и промышленников.
В 1750-х годах в Нескучном был построен усадебный дом. Согласно сохранившемуся альбому с изображениями архитектора Дмитрия Ухтомского, перед усадьбой был разбит регулярный сад с обустроенными партерами, боскетами, дорожками, прудом и лабиринтом. К дому через сад вела аллея, являвшаяся центральной осью усадебного ансамбля. В начале XIX века это имение принадлежало отставному прапорщику князю Льву Шаховскому. По свидетельству историка Л. П. Александрова, в 1820-х годах князь Шаховской уже не жил в усадьбе, и в 1826 году она была куплена дворцовым ведомством Николая I, деревянный усадебный дом был снесён. Император хотел устроить летнюю резиденцию и назвал приобретение Нескучным садом.
Как на покупку в казну Нескучного сада купчая совершена на имя кн. Шаховского, коему принадлежит и остающееся в оном строение … обязать кн. Шаховского строение разобрать.Постановление Шаховскому от января 1828 года

#### Северная усадьба
В середине XVIII века промышленник и меценат Прокофий Демидов выкупил участок земли рядом с имением Трубецких. Участок был разделён на шесть прямоугольных террас, которые вели к Москве-реке. На верхней террасе в 1756 году был построен дворец. Cейчас на этом месте находится старое здание президиума Академии наук — Александринский дворец.  Далее были устроены каменные оранжереи и боскеты, а внизу был разбит большой пруд и птичник с выписанными из Голландии и Англии редкими птицами и животными. Во время благоустройства ботанического сада и возведения дворца одновременно трудилось более 700 человек. Высокий берег Москва-реки выравнивался в течение двух лет.
Демидовский сад имел форму амфитеатра. В саду было представлено более 2000 видов растений, включая редкие тропические экземпляры. Первые семена и отростки были получены из демидовского ботанического сада в Соликамске. Первоначально высадили плодовые деревья, затем — кустарники и травянистые растения. В каменных оранжереях произрастали пальмы и деревья из жарких стран, а грунтовые сараи и парники использовались для выращивания ананасов и винограда. Парк был открыт для посетителей. Многие современники называли его одним из лучших в Европе.
В 1786 году Демидов умер, а его имение выкупила жена генерал-прокурора князя Александра Вяземского. В 1793-м оно перешло во владение к графу Фёдору Орлову. В начале XIX века северной усадьбой владели граф Алексей Орлов-Чесменский и его дочь Анна. Упоминание о садах усадьбы сохранилось в письме мисс Марты Вильмот от 16 июня 1807 год:
«… всякий вечер мы посещаем одну из прелестных окрестностей Москвы и прогуливаемся в садах и рощах Нескучного, Останкина, Царицына и во многих других очаровательных местностях, которые я не берусь описывать».
При Орловых в саду было устроено много декоративных объектов: разбиты дорожки, насыпаны холмы, возведены храмы и беседки, устроены купальни. В саду работал популярный среди москвичей летний «воздушный» (открытый) театр на 1500 зрительских мест, репертуар был разнообразным, спектакли устраивались два раза в неделю. Наряду с выступлениями крупнейших европейских мастеров инструментальной и вокальной музыки здесь ставились дивертисменты, гастролировали иностранные иллюзионисты и другие.
Государь император, разрешив г. директору московских театров устроить в Нескучном саду на избранном месте летнего театра, высочайше повелевает, дабы по сему случаю отведены были московской театральной дирекции некоторые строения в том саду нужные для её распоряжения.Разрешение на устройство летнего театра от 17 мая 1830 года
В 1832 году император Николай I приобрёл имение Орловых и присоединил их к соседним владениям Трубецких-Шаховских. Демидовский дворец получил название Александринского (Александрийского).

#### Усадьба Голицыных
Между двумя усадьбами, составившими в XIX веке основу Нескучного сада, пролегал участок, принадлежавший княгине Наталье Голицыной, а потом её сыну — Московскому военному генерал-губернатору князю Дмитрию Голицыну. Участок проходил вдоль Калужской улицы. Чтобы соединить выкупленные в начале 1830-х владения, после смерти княгини в 1842 году имение Голицыных было также приобретено государством.
Таким образом, Нескучный сад был образован в первой половине правления Николая I из дворянских усадеб князей Трубецких (южная часть парка), Голицыных (центральная) и Орловых (северная). С 1842 года до революции 1917 года Нескучный сад принадлежал императорской фамилии. В начале XX века сад был национализирован, окончательно передан в общественное пользование и открыт для посещения всеми желающими.

### Советское время

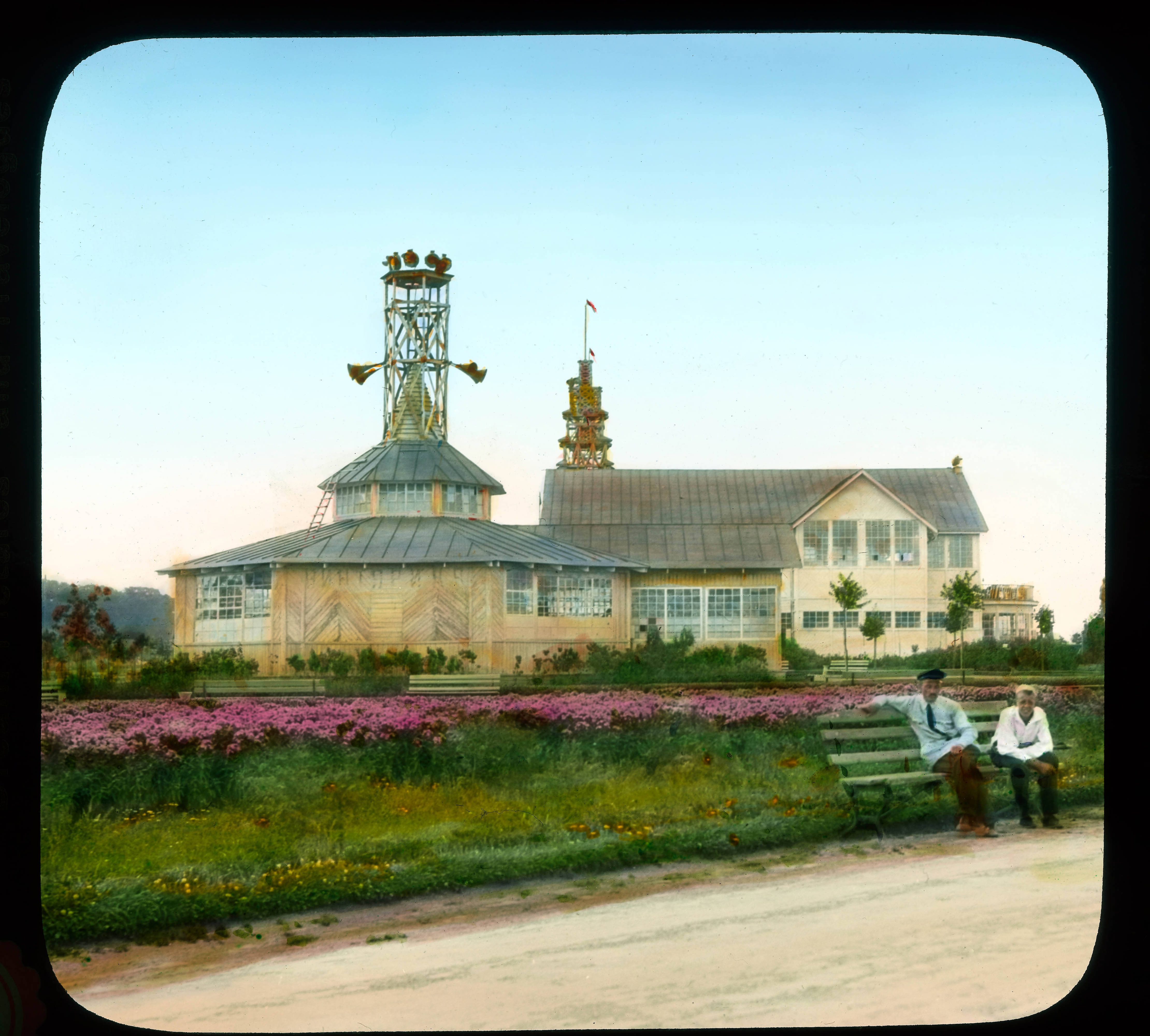
ЦПКиО в 1931 году, ручное окрашивание

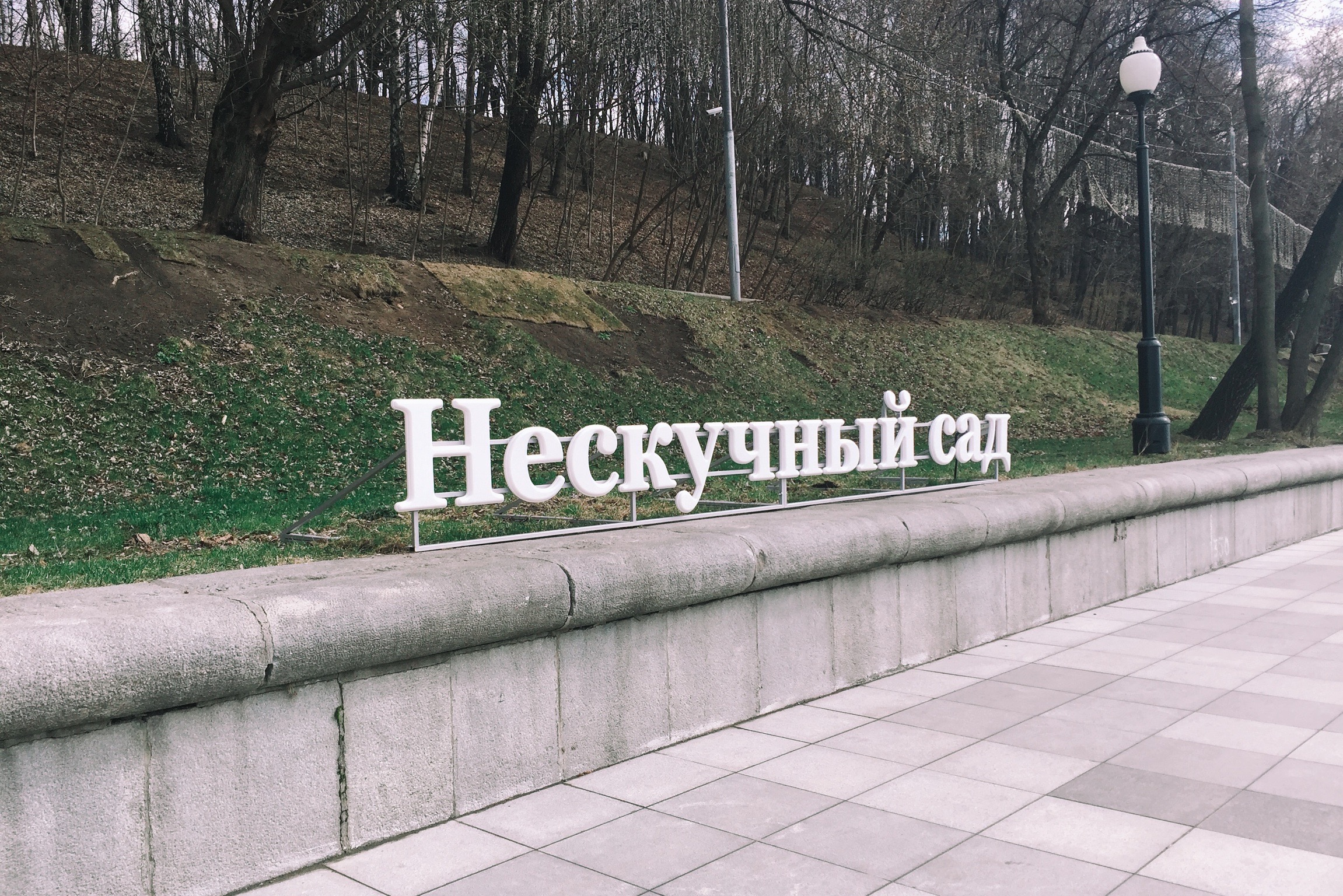
Нескучный сад, 2015 год

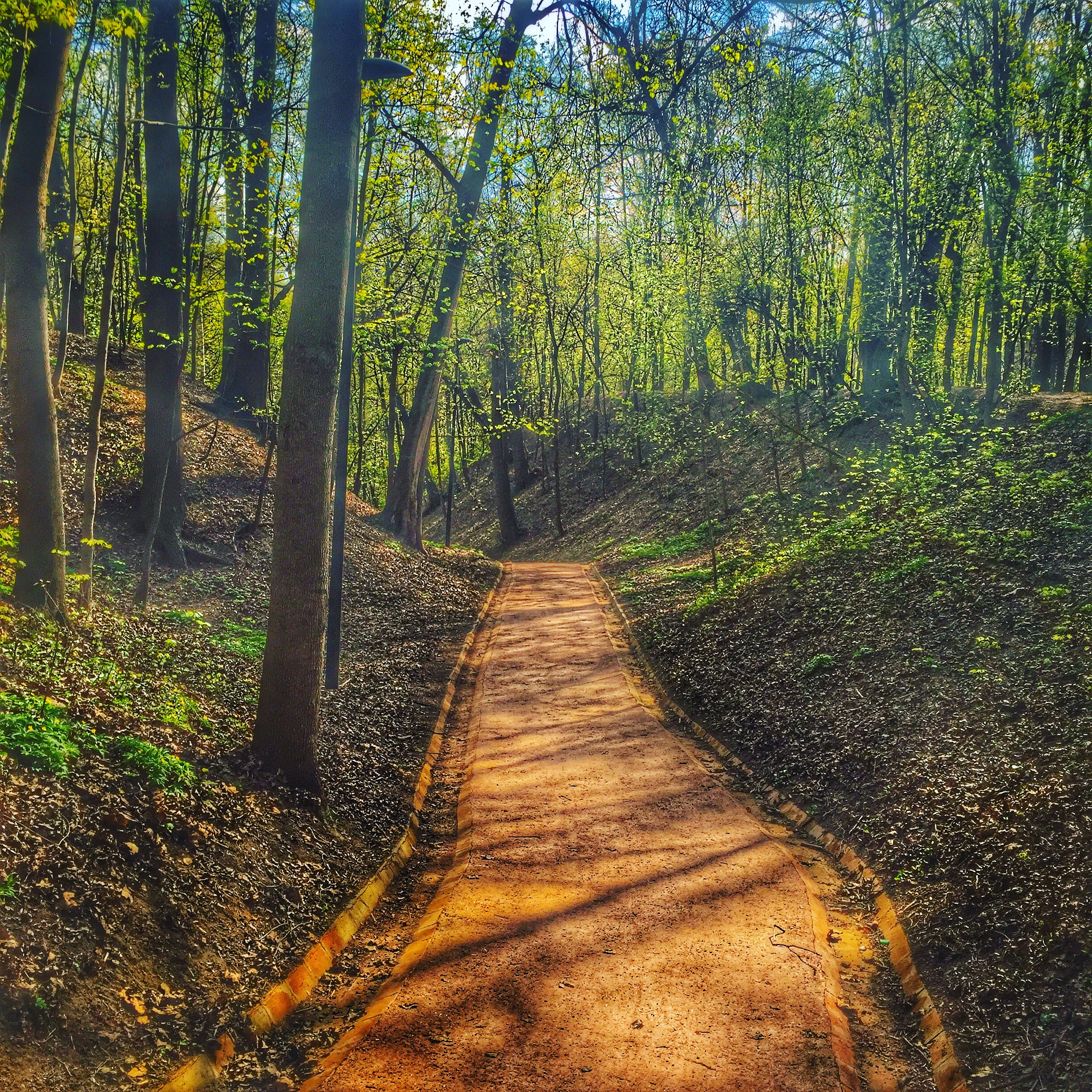
Спуск в овраг у входа в сад со стороны станции метро «Ленинский проспект», 2016 год

#### ВСХВ
В 1923 году на территории Нескучного сада прошла первая Всероссийская сельскохозяйственная и кустарно-промышленная выставка (ВСХВ). В её проектировании принимали участие разработчик генерального плана выставки Иван Жолтовский, главный архитектор Алексей Щусев и главный конструктор Александр Кузнецов.
На территории выставки были представлены экспозиционные строения, имевшие высокую художественную значимость. Среди них павильон «Махорка» архитектора Константина Мельникова и «Машиностроение» Ивана Жолтовского — единственный сохранившийся объект, на 2018 год находится на реставрации). В современной структуре парка отражены элементы планировки выставки, в частности — центральная, партерная часть. Ограда сада возведена в 1935 году по проекту архитектора Виталия Долганова.

#### ЦПКиО имени Горького
В 1928 году Нескучный сад стал частью первого советского парка культуры и отдыха. На месте, где во времена промышленника Прокопия Демидова располагался ботанический сад, была открыта Площадь смычки, посвященная взаимодействию города и деревни. Здесь установили Симфоническую эстраду, на которой выступали политики, проводились митинги и концерты. В 1932 году, когда ПКиО получил имя писателя Максима Горького, на месте площади открылся Зелёный театр на 20 тысяч зрителей. С 1936 года в театре проводились кинопоказы. На протяжении советского периода Нескучный сад был активной зоной отдыха и входил в программу многих проводимых в ЦПКиО мероприятий.

### Современность
В настоящее время Нескучный сад составляет историческую часть парка Горького. В саду проложены аллеи для прогулок, оборудованы площадки для игры в теннис, футбольное поле, работает шахматный клуб, тренажёрный центр и коворкинг «Рабочая станция». В Охотничьем домике с 1990 года проводятся съёмки игры «Что? Где? Когда?». Средства на реконструкцию Охотничьего домика отчасти были собраны благодаря тотализатору, объявленному Международной ассоциацией клубов «Что? Где? Когда?» в том же 1990 году.
В 1990-е Нескучный сад был традиционным местом сбора — «Эгладором» — толкинистов (поклонников книг Джона Толкина) и ролевиков фэнтези. С начала XXI века фанаты стали встречаться реже.
В декабре 2017 года распоряжением Департамента культурного наследия Москвы ансамбль «Усадьба „Нескучное“, конец XVIII в. — начало XIX в.: Садово-парковые сооружения, конец XVIII в.: летний домик у реки Москвы, Ванный домик у пруда, Охотничий домик у оврага, три садовых мостика, грот» был взят под охрану как объект культурного наследия.

## Парковые павильоны
- Охотничий домик — ротонда середины XVIII века.
- Летний (Чайный) домик графа Орлова.
- Ванный домик с куполом конца XVIII века  памятник архитектуры (федеральный)[31] и павильон «Грот» в дворцовой усадьбе Нескучное. Ванный домик пустует с 1960-х годов, находится на балансе парка Горького. В сентябре 2003 года горел. Подтоплен из-за нарушений дренажной системы. Перекрыт временной кровлей, колоннада зашита металлическими листами. В апреле 2015 года Департамент культурного наследия согласовал проектную документацию по сохранению памятника. Рядом расположен валунный грот эпохи классицизма, на месте которого в настоящее время организована свалка[32]. В 2017 году на общественное обсуждение был вынесен Акт государственной историко-культурной экспертизы раздела об обеспечении сохранности объектов археологического наследия по Ванному домику[33].
- Живописные мостики через овраги
- Ансамбль Александрийского дворца с флигелями и гауптвахтой
- Фонтан Ивана Витали перед дворцом
- Манеж, в котором помещается Минералогический музей имени Александра Ферсмана
- Ротонда в честь 800-летия Москвы

|                                                 |  |                                     |  |                                             |
| Летний домик графа Орлова-Чесменского, 2016 год |  | Малый (Гротескный) мостик, 2012 год |  | Охотничий домик усадьбы Трубецких, 2012 год |

## Транспорт
В пешей доступности от сада находятся станции метро «Октябрьская», «Шаболовская» и «Ленинский проспект». В сад через Москву-реку переброшен Андреевский пешеходный мост, по нему можно за 10 минут дойти до станции метро «Фрунзенская». В саду находится также пристань для теплоходов, курсирующих по Москве-реке. Главный вход и дороги на главные аллеи Нескучного сада, ведущие к Пушкинской набережной Москвы-реки и Александрийскому дворцу, находятся в районе домов 16—20 по Ленинскому проспекту.